# Oliver Mandić
Oliver Mandić (Užice, 13. srpnja 1953.),  srpski pjevač i skladatelj popularne glazbe. Bio je jedna od najistaknutijih zvijezda beogradskog novog vala prve polovice osamdesetih godina. 

## Životopis
U mladosti se obrazovao u glazbenoj školi Stanković u Beogradu s namjerom da postane pijanist klasične glazbe (u vrijeme aktivne karijere bio je jedan od rijetkih jugoslavenskih rock i pop glazbenika koji su imali podlogu klasičnog glazbenog obrazovanja). Ostao je zapamćen u glazbenim krugovima bivše Jugoslavije po beskompromisno visokim standardima koje je zahtijevao u svezi vlastite glazbene produkcije, uključujući kvalitetu materijala, prvorazrednu studijsku opremu i potpunu uvježbanost glazbenika u studiju i na koncertima. Diskografski opus Olivera Mandića brojčano je skroman, ali je obilovao hitovima i pokazao se kao izuzetno komercijalan. 
Oliver Mandić predstavio se široj publici kroz TV emisiju "Beograd noću", koja je emitirana usporedo s izlaskom prvog albuma "Probaj me" 1981. godine. Emisija se sastojala od spotova za pjesme s ploče. Režiser je bio Stanko Crnobrnja, a kostime i Mandićev izgled osmislio je konceptualni umjetnik Kosta Bunuševac (isti kostimi rabljeni su i na omotu prvog albuma). Dio javnosti bio je ozbiljno isprovociran Mandićevim  transvestizmom, ali je bez obzira na kontroverznost emisija dobila nagradu ", a potom i komercijalno objavljena na videokaseti, što je bilo nesvakidašnje za tadašnju glazbenu scenu. 
Oliver Mandić bio je pobjednik prvog i drugog festivala popularne glazbe Mesam (1984. i 1985. godine). 
Napisao je glazbu za filmove Nacionalna klasa (1979.) i Posljednji krug u Monci (1989.), a glumi u filmu Posljednji krug u Monzi 2 (2006.).
Godine 1991. Oliver Mandić je kratkotrajno bio član beogradskog sastava Riblja čorba. Zamisao je bila da Oliver Mandić postane klavijaturist sastava, a trebao je i kreativno sudjelovati u stvaranju ploče "Labudova pjesma" s polovicom pjesama. Oliver Mandić i Riblja čorba snimili su kompletan materijal za ovu ploču u Beču krajem 1991. godine (uključujući pjesme s Mandićevom glazbom, na kojima je vokale otpjevao Bora Đorđević), ali su se prije izlaska albuma Oliver Mandić i Bora Đorđević posvađali tako da je suradnja naprasno prekinuta. Ploča Riblje čorbe "Labudova pjesma" se ipak pojavila na tržištu 1992. godine, ali se njoj nisu nalazile pjesme čiji je autor glazbe bio Oliver Mandić zbog ishodovane sudske zabrane (ovo skraćeno izdanje albuma imalo je sveukupno osam pjesama, pola od planiranog broja). Oliverove pjesme snimljene s Ribljom čorbom danas su dostupne samo u obliku piratskih snimki, a zbog kvalitete i svojevrsnog zvuka (nesvakidašnja kombinacija Oliverovih klavijatura i Borinog glasa) vrlo su cijenjene među sakupljačima. 
Željko Ražnatović Arkan bio je Mandićev kum, a poznavali su se navodno još od djetinjstva. Kada je počeo Domovinski rat, Oliver Mandić pristupio je Arkanovoj Srpskoj dobrovoljačkoj gardi i otišao na ratište, gdje je obavljao dužnost intendanta zaduženog za nabavu cigareta i ostalih potrepština (Srpskoj Dobrovoljačkoj Gardi pristupile su još neke osobe javnog ugleda, na primjer Toni Montano i Dušan Prelević). Mandić je vlasnik beogradskog kafića Jazz .
Oliver je kritizirao rad Gorana Bregovića, Bijelog dugmeta i drugih koji su razvijali vrstu glazbe koju on opisuje kao "seljački rok" i " pastirski rok", posebno citirajući Bregovićevo nepostojanje glazbenog obrazovanja ("Glazba Gorana Bregovića za mene je prava humoristična serija Bennyja Hilla"). Oliver Mandić imao je izrazito negativno mišljenje prema sarajevskoj glazbenoj sceni koja se razvila tijekom osamdesetih godina (sastavi Hari Mata Hari, Dino Merlin, Plavi orkestar, Crvena jabuka i drugi, koje je Mandić otvoreno nazivao "Rock and Roll abortusima"; vidjeti također: "novi primitivizam"). S druge strane, cijenio je Zdravka Čolića kao izvanrednog profesionalca, i s njime surađivao još sedamdesetih godina. 
Tijekom devedesetih godina (i kasnije) pisao je glazbu i aranžmane za raznorazne zvijezde turbo folka (ovaj izvor prihoda su također – nekad otvoreno, a nekad pritajeno – rabili i Bora Đorđević, Momčilo Bajagić-Bajaga i mnogi drugi prvaci bivše jugoslavenske rok i pop scene). 
Godine 1997. usprotivio prosvjedima oporbenih stranaka i napao sudjelovanje svojih kolega glazbenika i redatelja, za koje je naveo da su tijekom rata bili u inozemstvu, ili pak dobili od države sredstva za snimanje filmova ili stanove ("... To je po onoj staroj izreci – 'rani kuče da te ujede").

## Diskografija

### Singlovi na ex-yu top ljestvicama
- "Ljuljaj me nježno" / "Šuma"[8] (Jugoton, 1978.) #4
- "Sutra imam prazan stan" / "Osloni se na mene" (Jugoton, 1979.) #16

### Albumi na ex-yu top ljestvicama
- "Probaj me" (Jugoton 1981.) #12
- "Zbog tebe bih tucao kamen" (Jugoton, 1982.) #1
- "Dođe mi da vrisnem tvoje ime" (Jugoton, 1985.) #2
- "Kad ljubav ubije"[9] N/A

### Kompilacije
- "Sve najbolje"[10] (Jugoton, 1987.)
- "Smejem se a plakao bih" (PGP RTS, 1993.)[11]
- "The Best of"[12] (Adamol, 1994. / City Records, 2002.). Omot kompilacije iz 1994. krasi slika Dragana Maleševića Tapija, "Toplo-Hladno".

### Ostala izdanja
- "Tajna" / "Prošlo je sve" (PGP RTB, 1974.)[13] -singl ploča
- "Nacionalna klasa" (PGP RTB, 1979.)[14]
- "Djeca bez adrese" (Jugoton 1988.)[15]
- "12 popularnih dueta – u dvoje je najljepše" (Jugoton, 1990.)[16]

### Video izdanja
- "Beograd noću" (Jugoton 1981.)[17]